# Ctenochasmatidae
Ctenochasmatidae – rodzina pterozaurów z podrzędu pterodaktyli.

## Klasyfikacja
Rodzina Ctenochasmatidae
- Aurorazhdarcho[1]
- Elanodactylus[2]
- Gegepterus[3]
- Podrodzina Ctenochasmatinae
  - Beipiaopterus
  - Ctenochasma
  - Eosipterus
  - Pterodaustro
- Podrodzina Gnathosaurinae
  - Cearadactylus
  - Gnathosaurus
  - Huanhepterus
  - Plataleorhynchus